# Beverly Lynne
Beverly Lynne Hubscher (Sellersville, 31 ottobre 1973) è un'attrice statunitense.

## Biografia
Meglio conosciuta come Beverly Lynne, ha interpretato numerosi film erotici e horror.
Era una cheerleader nella NFL per i Philadelphia Eagles, attività che ha intrapreso dal 1998 al 2000. Nel 2001 ha avuto il suo primo ruolo nel film The Zombie Chronichles, per poi apparire in numerosi film e serial softcore che le hanno portato grande popolarità tra i fan del genere. Negli ultimi anni è stata protagonista o co-protagonista dei bikini-movies diretti dal regista Fred Olen Ray, prodotti direttamente per il mercato home video. La maggior parte delle volte questi film sono parodie erotiche di ben più famose pellicole campioni d'incasso.
Nel 2010 è diventata produttrice di una webserie softcore dal titolo Tanya X, parodia sexy di 007, dove interpreta il personaggio principale, già ricoperto in alcuni film di Fred Olen Ray. Alla serie partecipano in alcuni ruoli Evan Stone, Randy Spears, Christine Nguyen e Monique Parent. Si è ritirata nel 2017, diventando una estetista.

### Vita privata
Nel 2006 si è sposata con l'attore Glen Meadows, da cui ha avuto una figlia. Nell'agosto 2013 ha annunciato sul proprio sito internet la separazione dal marito. Qualche mese dopo ha annunciato la riconciliazione.